# Пузанов, Николай Иосифович
Николай Иосифович Пузанов — советский хозяйственный, государственный и политический деятель.

## Биография
Родился в 1899 году. Член ВКП(б) с 1925 года.
С 1925 года — на хозяйственной, общественной и политической работе. В 1925—1955 гг. — на партийной и юридической работе в РСФСР и Астраханской области, председатель Астраханского окружного Суда, председатель Исполнительного комитета Астраханского городского Совета, участник Великой Отечественной войны, судья военных трибуналов, председатель военного трибунала 50-й гвардейской стрелковой Сталинской дважды Краснознамённой ордена Суворова дивизии, председатель Исполнительного комитета Астраханского городского Совета.
Избирался депутатом Верховного Совета РСФСР 3-го созыва.